# 医王寺 (愛知県南知多町)
医王寺（いおうじ）は、愛知県知多郡南知多町大井真向38にある真言宗豊山派の寺院。山号は宝珠山。知多四国霊場第30番札所。

## 由緒
神亀2年（735年）、行基が薬師如来を安置して開創されたと伝わる。弘仁5年（814年）、空海（弘法大師）によって再興された。建暦2年（1212年）、現在地に移転した。かつては西方の山中にあったが、建暦2年（1212年）に現在地に移転したとされる。かつては大伽藍を持ち、一山十二坊の塔頭が有する知多半島屈指の大寺院だった。
周囲には「大井の五ヶ寺」と呼ばれる5つの寺院があり、いずれも真言宗豊山派である利生院（第31番）、宝乗院（第32番）、北室院（第33番）、性慶院（第34番）は医王寺の塔頭である。この4寺院には住職がいるが、医王寺は無住の寺である。師崎の遍照寺、篠島の医徳院、日間賀島の大光院もやはり医王寺の塔頭である。

## 札所
- 知多四国霊場（第30番）